# Відкриття електрона

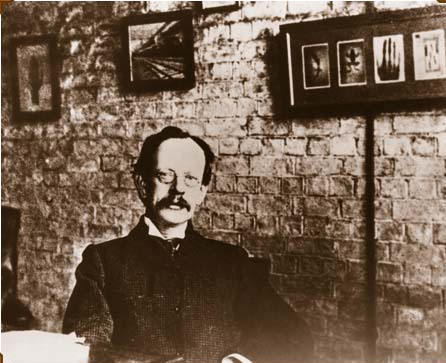
Джозеф Джон Томсон у своїй лабораторії. ~ 1880

Датою відкриття електрона вважається 1897 рік, коли Джозефом Джоном Томсоном був поставлений експеримент з вивчення катодних променів. Перші знімки треків окремих електронів були отримані Чарльзом Вільсоном за допомогою створеної ним Камери Вільсона.

## Передумови відкриття, гіпотези
У 1749 році Бенджамін Франклін висловив гіпотезу, що електрика є своєрідною матеріальною субстанцією. Центральну роль електричній матерії він відводив представленню про атомістичну будову електричного флюїду. У роботах Франкліна вперше з'являються терміни: заряд, розряд, позитивний заряд, негативний заряд, конденсатор, батарея, частинки електрики.
Йоганн Ріттер в 1801 році висловив думку про дискретну, зернисту структуру електрики.
Вільгельм Вебер у своїх роботах з 1846 року вводить поняття атома електрики і гіпотезу, що його рухом навколо матеріального ядра можна пояснити теплові і світлові явища.
Майкл Фарадей ввів термін «іон» для носіїв електрики в електроліті і припустив, що іон має незмінний заряд. Герман Гельмгольц в 1881 році показав, що концепція Фарадея повинна бути узгоджена з рівняннями Максвелла. Джордж Стоні в 1881 році вперше розрахував заряд одновалентного іона при електролізі, а в 1891 році, в одній з теоретичних робіт Стоні запропонував термін «електрон» для позначення електричного заряду одновалентного іона при електролізі.

### Катодні промені
Катодні промені були відкриті в 1859 році Юліусом Плюккером, назва дана Ойгеном Гольдштайном, який висловив хвильову гіпотезу: катодні промені є процес в ефірі. Англійський фізик Вільям Крукс висловив ідею, що катодні промені це потоки частинок речовини. У 1895 році французький фізик Жан Перрен експериментально довів, що катодні промені — це потік негативно заряджених частинок, які рухаються прямолінійно, але можуть відхилятися магнітним полем.

### Бета-промені
У той же час Анрі Беккерель досліджував природну радіацію і в 1900 році показав, що промені, що випускаються радієм, які Ернест Резерфорд назвав бета-променями, мають такий же питомий заряд, що і катодні промені.

## Дослід Томсона

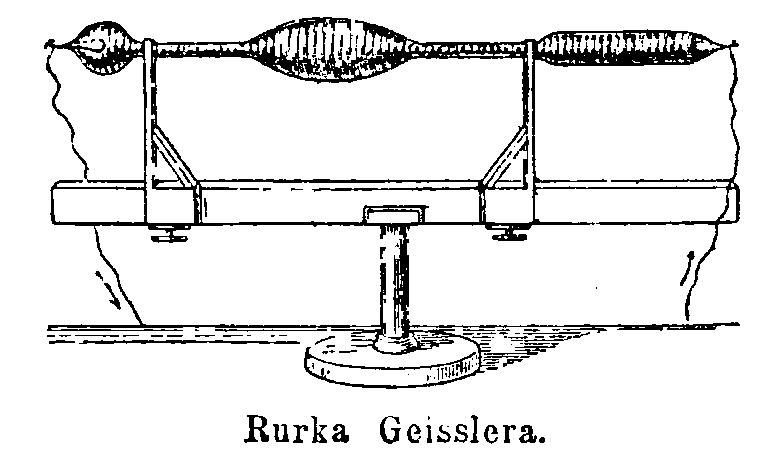
Трубка Гейсслера

З 1895 Джозеф Джон Томсон в Кавендішській лабораторії Кембриджського університету починає методичне кількісне вивчення відхилення катодних променів в електричних і магнітних полях. Підсумки цієї роботи були опубліковані в 1897 році в жовтневому номері журналу «Philosophical Magazine». У своєму досліді Томсон довів, що всі частинки, що утворюють катодні промені, тотожні одна одній і входять до складу речовини. Суть дослідів і гіпотезу про існування матерії в стані ще більш тонкого дроблення, ніж атоми, Томсон виклав на вечірньому засіданні Королівського товариства 29 квітня 1897 року. Витяг з цього повідомлення було опубліковано в «Electrican» 21 травня 1897 року. За це відкриття Томсон в 1906 році отримав Нобелівську премію з фізики.
Дослід Томсона полягав у вивченні пучків катодних променів, що проходять через систему паралельних металевих пластин, що створювали електричне поле, і систем котушок, що створювали магнітне поле. Виявлено, що промені відхилялися при дії окремо обох полів, а при певному співвідношенні між ними пучки не змінювали прямій траєкторії. Це співвідношення полів залежало від швидкості частинок. Провівши ряд вимірювань, Томсон з'ясував, що швидкість руху часток набагато нижче швидкості світла — таким чином було показано, що частинки повинні мати масу. Далі було висунуто припущення про наявність цих частинок в атомах і запропонована модель атома, згодом розвинена в дослідах Резерфорда.